# Chelsea Girls
Pour plus de détails, voir Fiche technique et Distribution.
Chelsea Girls est un film underground expérimental de 1966 réalisé par Andy Warhol et Paul Morrissey. C'est le premier succès commercial d'Andy Warhol après plusieurs courts-métrages d'avant-garde. Le film a été tourné à l'Hotel Chelsea et à d'autres endroits de New York. Il est filmé en écran divisé, et alterne le noir et blanc et la couleur.
Le film a inspiré un album intitulé Chelsea Girl à la chanteuse allemande Nico, sorti en 1967. Le mannequin Edie Sedgwick avait aussi joué pour le film, mais elle avait demandé à Warhol de couper ses scènes.

## Fiche technique
- Titre : Chelsea Girls
- Réalisation : Andy Warhol et Paul Morrissey
- Scénario : Ronald Tavel et Andy Warhol
- Photographie : Andy Warhol
- Maquillage : Marina Spada
- Musique : The Velvet Underground
- Production : Andy Warhol
- Budget : 10 000 $
- Pays d'origine :  États-Unis
- Langue : anglais
- Format : Couleurs et Noir et Blanc - 16 mm - 1.37:1 (2 écrans) - Son mono
- Genre : Underground expérimental
- Durée : 210 min
- Date de sortie : États-Unis : septembre 1966 (New York)

## Distribution
- Nico
- Ari Emerson[1]
- Brigid Berlin
- Ondine
- Gerard Malanga
- Eric Emerson
- Mary Woronov
- Mario Montez
- Ingrid Superstar
- International Velvet